# Sierras calabresas

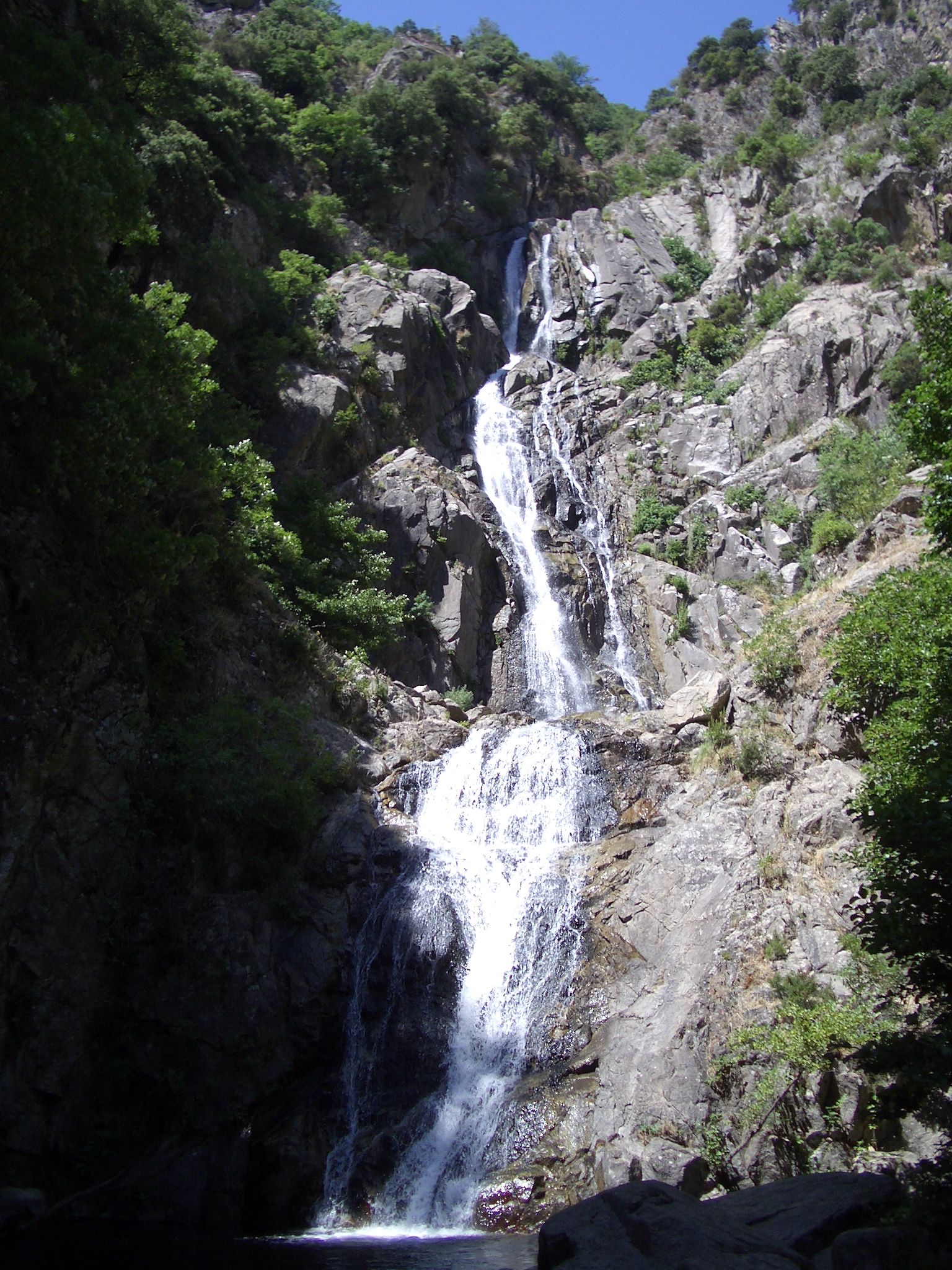
Cascata del Marmarico (Vallata dello Stilaro

Las Sierras calabresas (en italiano Serre calabresi) son una zona montañosa y de colinas de la región italiana de Calabria, con alta presencia de bosques. El nombre puede derivar del hebreo Ser, esto es, montes, pudiendo referirse a la forma de una sierra (en dialecto, Serra). El pico más alto es el Monte Pecoraro, con una altitud de 1.423 m s. n. m.

## Geografía y geología
La cadena empieza en el paso de la Limina y acaba en el istmo de Catanzaro, el más estrecho de Italia (35 km que separa el mar Jónico del Tirreno). Está limitado por La Sila al norte y por el Aspromonte al sur.
Geológicamente, las Sierras calabresas forman parte de los llamados Alpes calabreses, y están formados en su mayor parte por granito, pórfido y diorita. La zona oriental también incluye arenisca, mientras que el Monte Mammicomito tiene, en lugar de ello, una estructura de caliza-dolomía, caracterizada también por una topografía cárstica. También hay malpaíses.
Entre sus picos se destacan: Monte Serralta (1023 m), Monte Contessa (881 m) y Monte Covello (848 m).

## Fauna y vegetación
La faune de las Sierras ha sido disminuida por la caza humana. Recientemente ha regresado el lobo italiano, probablemente desde La Sila.
En la vegetación hay abetos y robles en las laderas más bajas, mientras que el haya predomina por encima de los 80 metros.

## Montañas

### Subgrupo de Monte Serralta
- Monte Serralta (1023)
- Monte Contessa (881)
- Monte Covello (848)

### Dorsal desde Monte Serralta a Monte Cucco
- Monte Cucco (959)
- Monte Ácido (956)
- Monte Perrone (921)
- Monte Pizzinni (918)
- Monte Sant'Agnese (903)

### Dorsal di Monte Coppari
- Monte Coppari (951)

### Dorsal?
- Monte Mazzuolo (942)
- Colle Morrone (963)
- Colle del Monaco (1046)
- Colle d'Arena (1099)
- Monte Famà (1143)

### Grupo de Monte Diavolomani
- Monte Diavolomani (1150)

### Grupo de Monte Crocco
- Monte Crocco (1276)
- Monte Seduto (1143)
- Monte Petrulli (1260)
- Monte Arenella (989)
- Monte Papallo (897)
- Monte Cresta (1006)
- Monte Ferro (1088)
- Monte Cresta del prete (1052)
- Monte Angirò (1031)
- Monte Ferrà (958)
- Monte Elia (864)
- Monte Serra Lattarope (803)
- Monte Serra Cervuco (868)
- Monte Zifrò (849)
- Monte Sant'Andrea (893)

- Monte Pietre Bianche (821)
- Monte Costantino (732)

- Monte Burrilli (1178)
- Monte Tramazza (1125)
- Monte Cogna (1004))
- Monte Trematerra (1226)

### Dorsal de Pecoraro

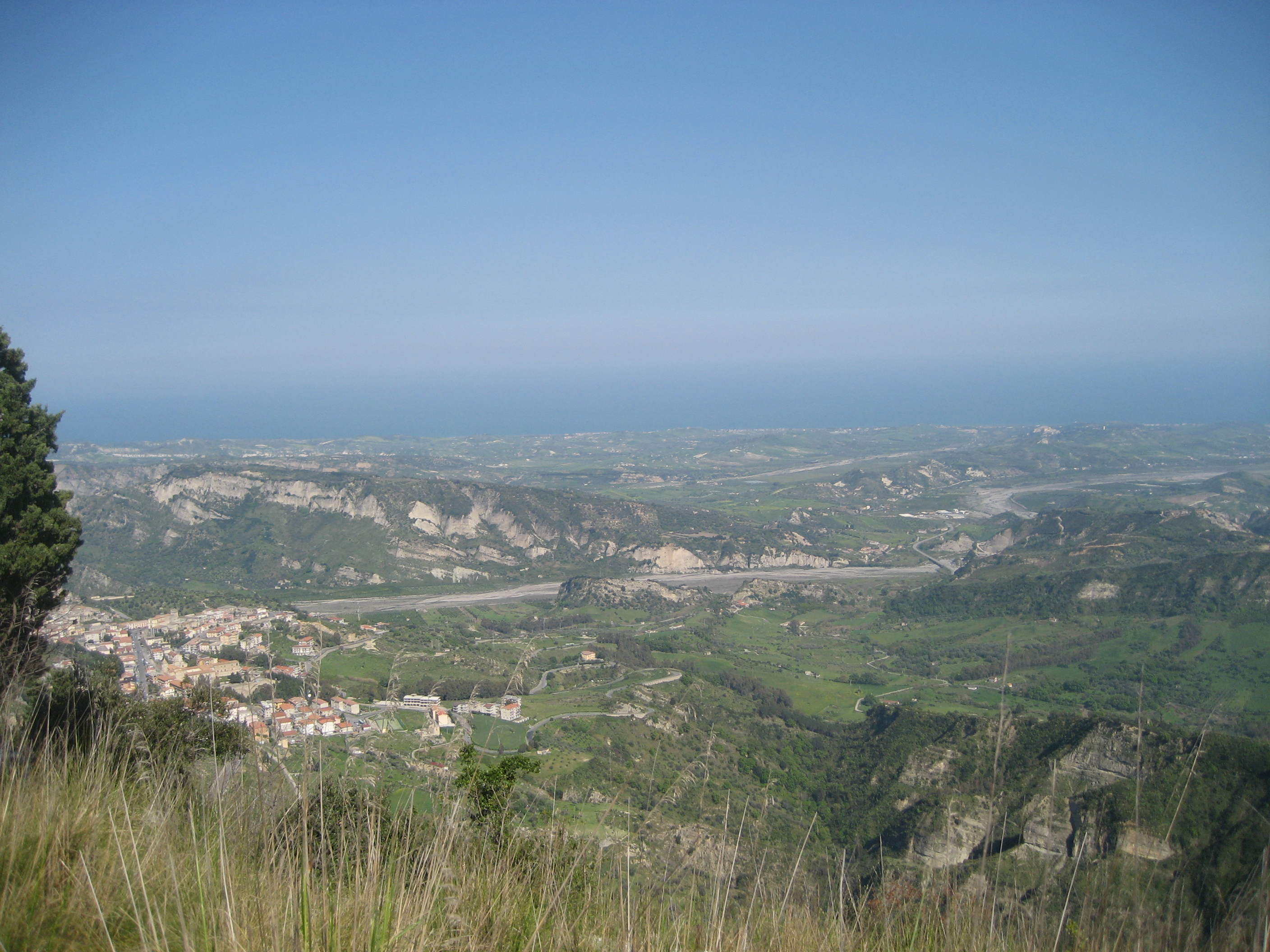
Fiumara Stilaro

- Pietra del Caricatore (1414)
- Monte Pecoraro (1423)

### Sierra de Monte Mammicomito

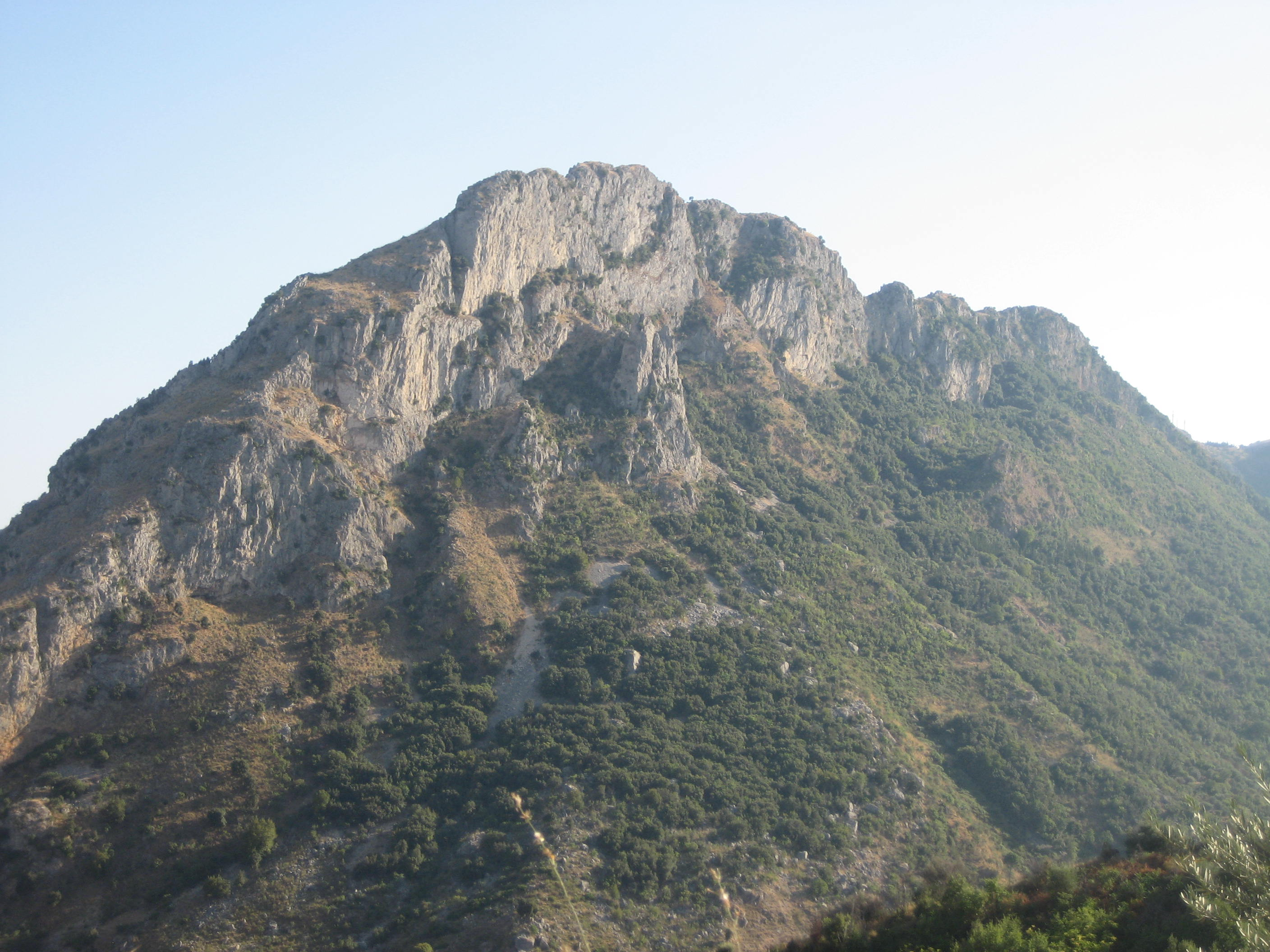
Monte Consolino

- Monte Mammicomito (1047)
- Monte Consolino (701)
- Monte Stella (832)

- Monte Gremi (1241)

- Monte Cannali (1054)
- Monte Vazamù (916)
- Monte Peroni (946)
- Monte Lievoli (1020)

## Valles

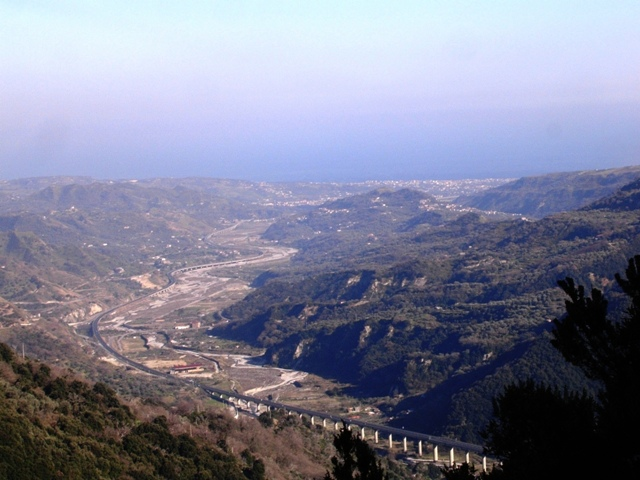
Vallata del Torbido

- Valle dell'Ancinale
- Valle di Giofri
- Valle Fonda
- Vallata del Torbido
- Vallata dello Stilaro

## Ríos y fiumaras

### Grupo de Monte Serralta
- Pesipe
- Torrente Pilla
- Fiume Amato

### Dorsal de Monte Coppari
- Torrente Fallà
- Fiumara Reschia
- Angitola
- Fosso Le Neviere
- Vallone Acqui
- Fosso Schioppo
- Torrente Bruca

### Cuenca de Chiaravalle
- Ancinale
- Torrente Beltrame

### Grupo de Monte Crocco
- Metramo
- Potamo
- Fermano
- Fiumara Sciarapotamo
- Fiumara Torbido

Afluentes de Torbido:
- Chiara
- Neblà
- Caturello
- Levadio
- Tornello

### Valle de la Lacina
- Fiume Alaca
- Torrente Gallipari

### Dorsal de Pecoraro
- Fiumara Assi
- Torrente Mulinelle
- Fiumara Stilaro
- Vallone Folea
- Torrente Ruggiero

### Sierra de Monte Mammicomito
- Fiumara Precariti

- Fiumara Allaro

- Fiumara Amusa

## Otro
- Cuenca di Serra San Bruno

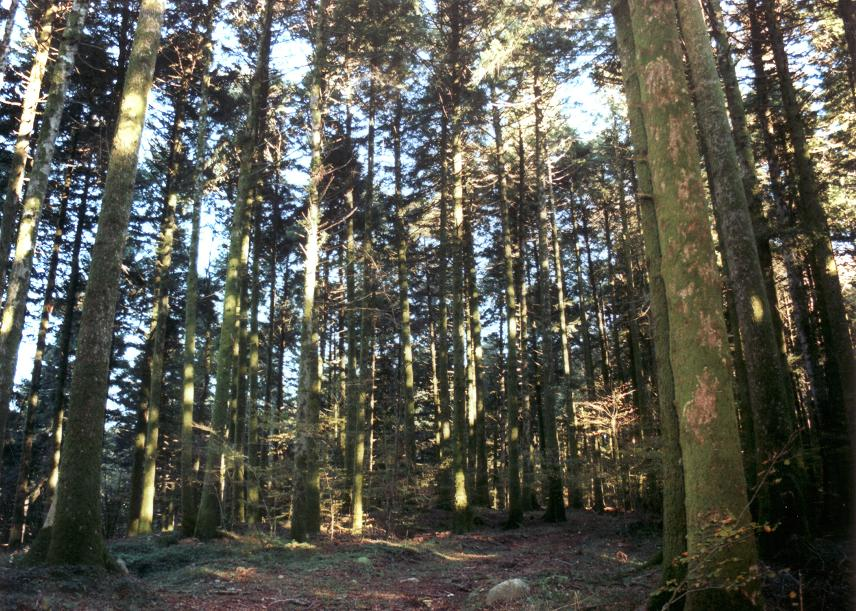
Bosco di Archiforo

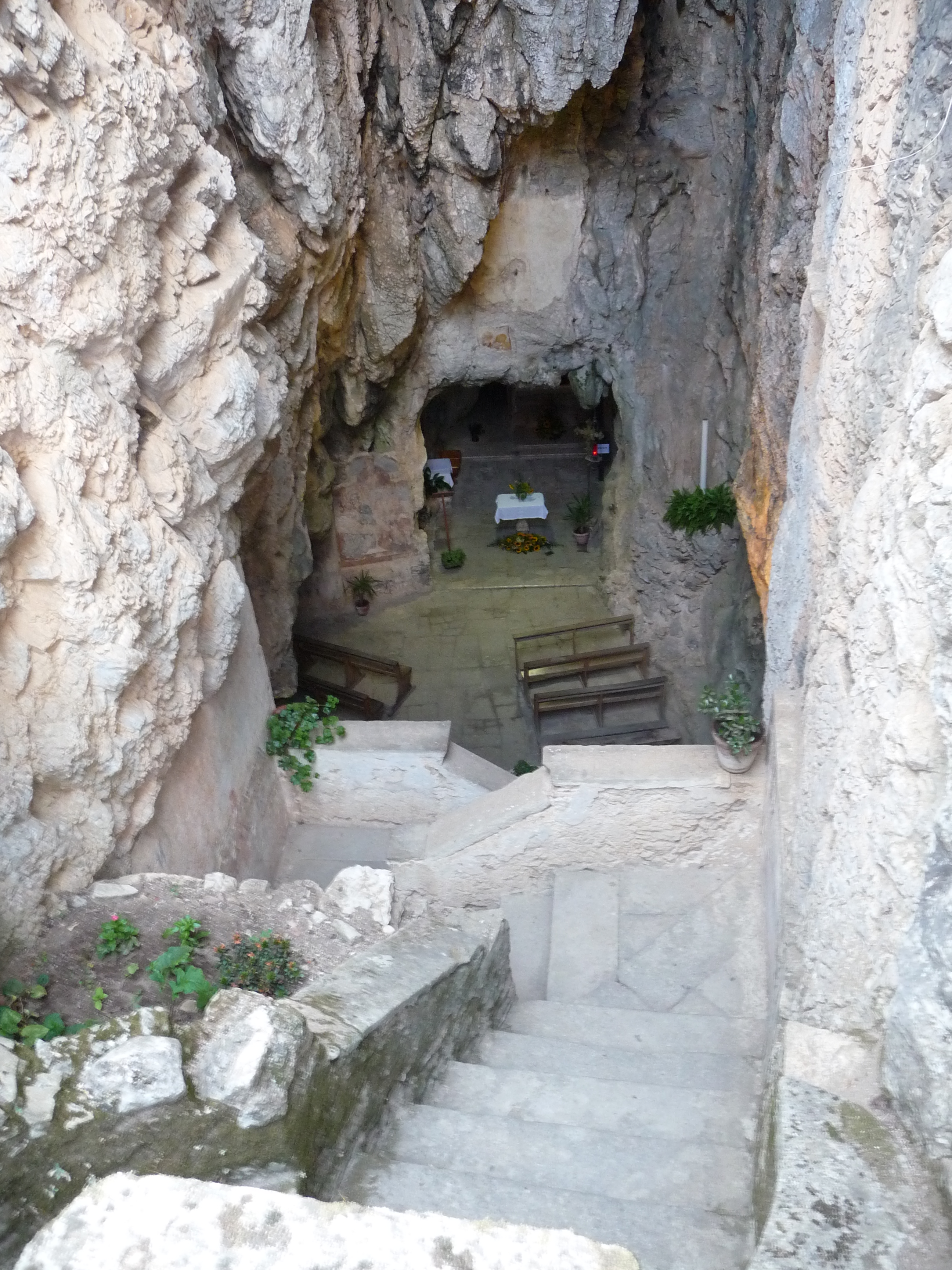
Grotta di Santa Maria della Stella

- Bosque de Santa Maria (Serra San Bruno)
- Plano de Triarie
- Grigonello
- Fuente della Signora
- Schioppo del Romito
- Bocca d'Assi
- Pomara
- Bosco Archiforo
- Bosque di Stilo
- Ferdinandea
- Petra Cupa
- Cascada de Marmarico
- Timpa Perciata
- Case Provenzani
- Cuevas degli Schirifizi
- Ermita de Santa Maria de la Estrella
- Planes de Rufo
- Ermita di Sant'Ilarione
- Piano de Tanalunga
- Bosque de Principe
- Lago Angitola
- Sentiero Frassati delle Serre Calabre